# Lintorfer Asyl

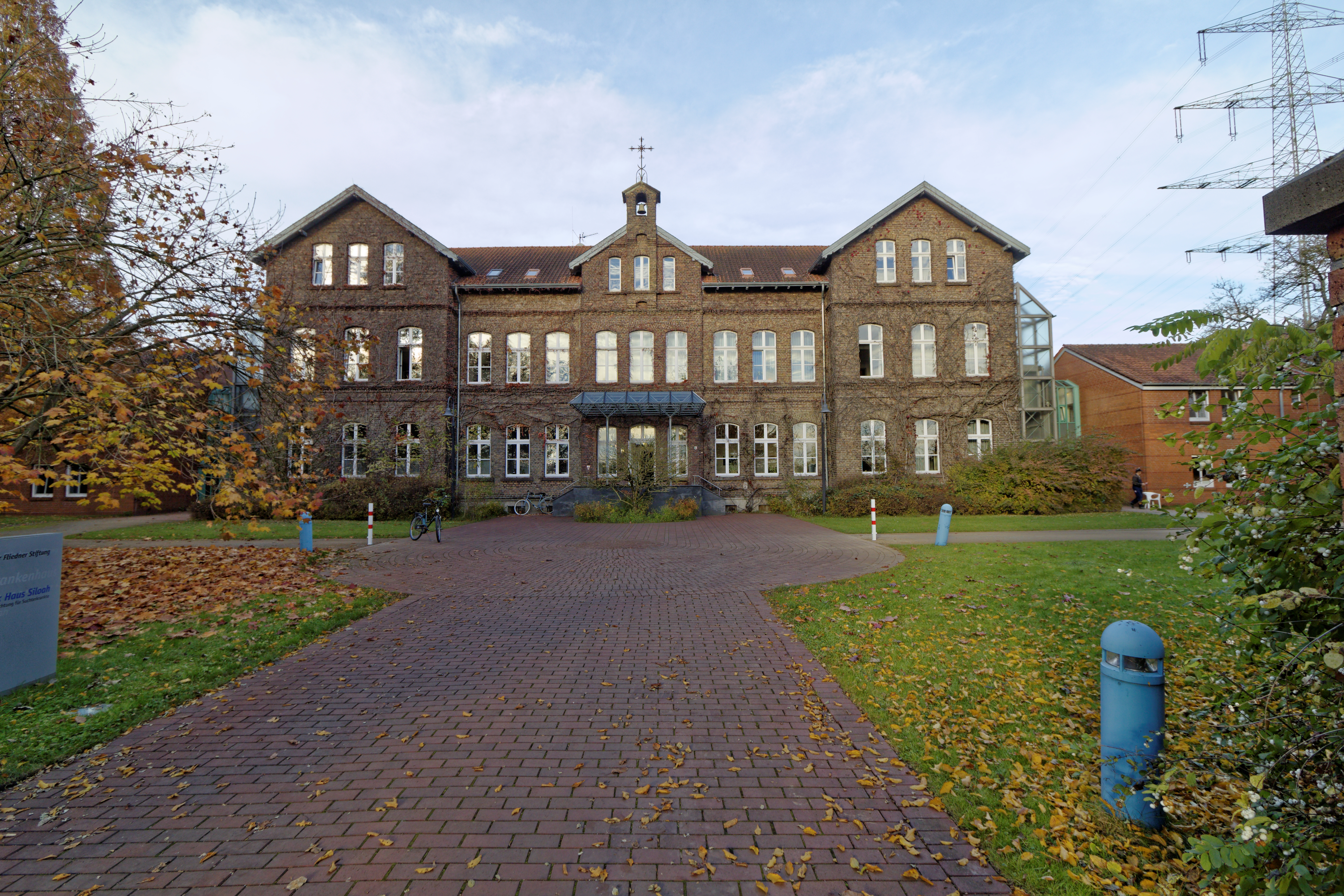
Ehemaliges Lintorfer Asyl, heute Teil der Fachklinik „Haus Siloah“

Das Lintorfer Asyl in Lintorf (heute Ratingen) war zunächst eine Einrichtung zur Unterstützung entlassener Strafgefangener, die aber bald auch Alkoholkranke aufnahm. Aus ihr ist das Haus Siloah in Lintorf hervorgegangen.

## Geschichte
Das Lintorfer Asyl wurde im Jahre 1851 durch die 1844 durch Theodor Fliedner gegründete Pastoral-Gehülfen-Anstalt für männliche Diakone in Duisburg errichtet. Das „Asyl für verwahrloste Erwachsene männlichen Geschlechts“ war Zweiganstalt zur Ausbildung von Pastoral-Gehülfen (Diakonen) mit der Aufgabe von Hilfen für Strafentlassene. Initiiert wurde das Werk durch den Inspektor der Duisburger Anstalt, Richard Engelbert und seinen Kandidaten Eduard Dietrich, nachdem sich im Büro Engelberts mal wieder hilfesuchend entlassene Strafgefangene gemeldet hatten, denen man weiter zu helfen suchte.
Theodor Fliedners Ideen und Initiativen zu einer männlichen Diakonie folgend, wurde das Lintorfer Asyl, als Pendant zum Asyl für strafentlassene Frauen in Düsseldorf-Kaiserswerth, mit einer entsprechenden Hausordnung ausgestattet.

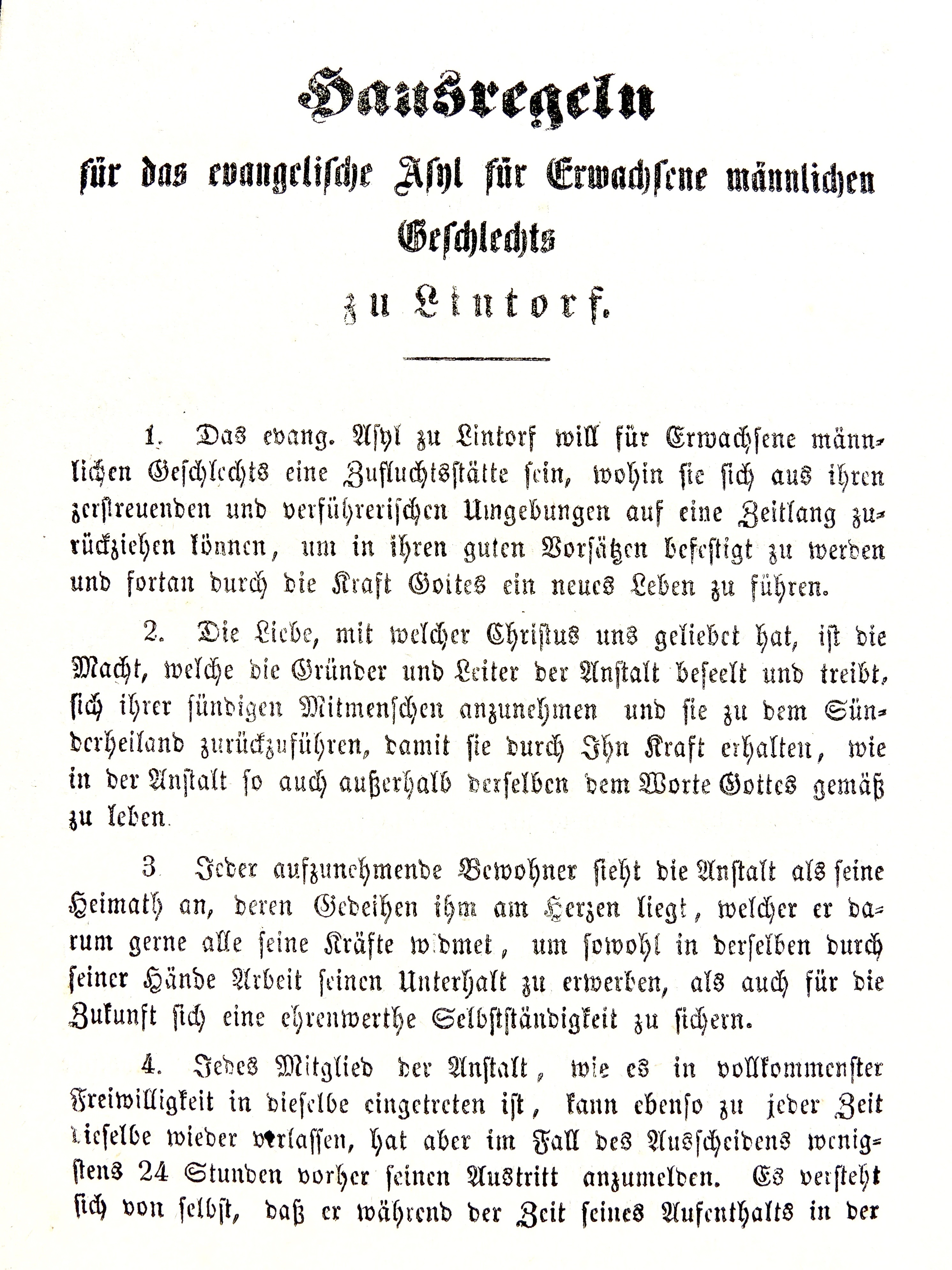
Erste Seite eines originalen Exemplars der Hausregeln des Lintorfer Asyls von 1851 (das „alte Asyl“)

Zum ersten Vorsteher bestimmte das Direktorium des Duisburger Mutterhauses den aus Quedlinburg stammenden „Candidaten der Theologie“ Eduard Dietrich (Vorsteher von 1851 bis 1868). Wie Dietrich versahen auch seine durch die Duisburger Anstalt berufenen Nachfolger, Hirsch (1868–1894), Kruse (1895–1930) und Schreiber (1931–1945) in Personalunion die Pfarrstelle der evangelischen Kirchengemeinde in Lintorf. Aufgrund der erheblichen Schwierigkeiten des Asyls von 1851 ausreichende Zugänge von Strafgefangenen aus den Haftanstalten der Preußischen Provinzen zu akquirieren, wurde das Spektrum der „Pfleglinge“ um die Aufnahme sonstiger Bedürftiger, darunter abhängig Alkohol konsumierende Männer (sog. „Trunksüchtige“) erweitert. Das führte zunehmend zu empirischen Erfahrungen im Umgang mit „Trinkern“ als einer spezifischen Randgruppe verwahrloster und bedürftiger Personen in der Zeit der zweiten Hälfte des 19. Jahrhunderts.
Unter dem zweiten Vorsteher, Pfarrer Eduard Hirsch, der zugleich im Vorstand der Rheinisch-Westfälischen Gefängniß-Gesellschaft vertreten war, konzentrierte sich die Arbeit des neuen Asyls „Haus Siloah“ für „Trunkfällige aus den gebildeten Ständen“ von 1879 ganz und ausschließlich auf die Behandlung alkoholabhängiger Personen. Ausgangspunkt und initialer Anlass dafür war ein Referat des Provinzialirrenarztes Dr. W. Nasse aus Andernach auf der Konferenz der inneren Mission in Duisburg am 19. April 1877: „Ueber Trunkfälligkeit, deren Folgen und die Mittel zu ihrer Bekämpfung, besonders in eigenen Asylen für Trinker“. In seinem Korreferat äußerte sich Pfarrer Hirsch über: „Die Trunksucht nach ihrem Wesen und ihren Folgen und die Mittel zu ihrer Heilung“. Als Folge der anschließenden Diskussion dieser Referate erging durch die Konferenz an Hirsch der Auftrag zur Planung einer Anstalt die in Lintorf „selbständig neben dem bestehenden Asyl, doch mit derselben Oberleitung errichtet werden könnte.“ (S. 15) Bereits im Oktober 1877 wurde die konkrete Umsetzung beabsichtigt. „Dieser Plan hat bereits feste Gestalt angenommen. Es wird ein Neubau beabsichtigt, der vorwiegend für Trinker aus den gebildeten Ständen berechnet ist.“ … „Für den Bau hat Dr. Nasse ein sehr dankenswertes Programm vorgelegt, wonach jetzt ein Architekt Entwürfe anfertigen wird.“ (S. 14).

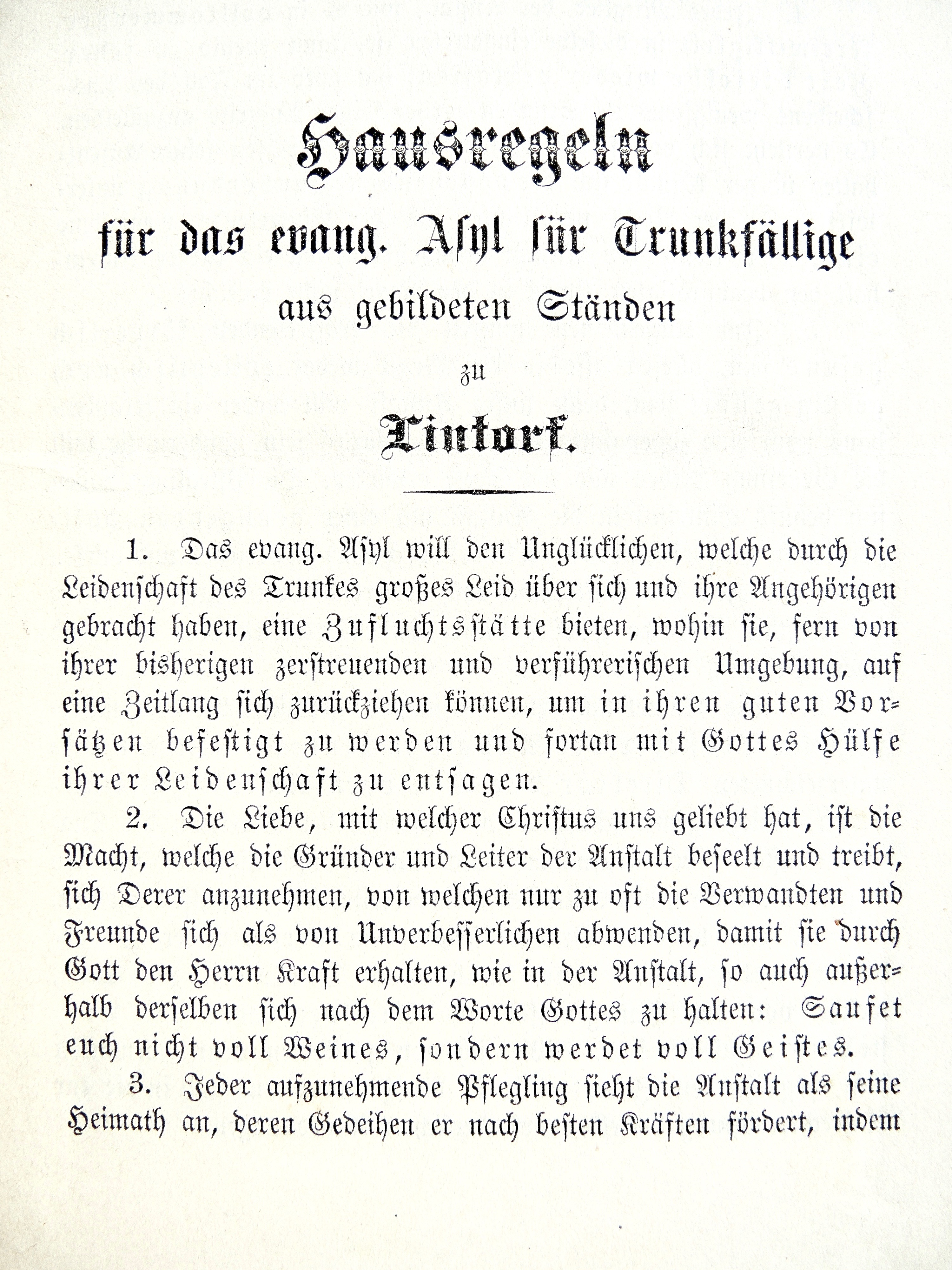
Erste Seite eines originalen Exemplars der Hausregeln für das evang. Asyl für Trunkfällige aus gebildeten Ständen zu Lintorf von 1879 („Haus Siloah“)

Am 24. April 1881 unterschrieb Pfarrer Hirsch mit weiteren Vertretern der Rheinisch-Westfälischen Gefängniß-Gesellschaft eine Petition an den Deutschen Reichstag in Berlin „zu dem Entwurf eines Gesetzes betreffend der Bestrafung der Trunkenheit“. Darin wird das „alte Asyl“ von 1851 weiterhin als ein „Evangelisches Asyl für entlassene Strafgefangene“ bezeichnet. In den Jahren 1851 bis 1879 hatten insgesamt 440 Männer Aufnahme im historischen Asyl gefunden. Davon seien jedoch nur 139 aus Gefängnissen oder aus Zuchthäusern gekommen. 301 der aufgenommenen Männer hätten dagegen wegen „Trunksucht“ im Asyl Hilfe gesucht. Von den behandelten Trunksüchtigen der Einrichtung seien etwa 25 Prozent „bleibend vom Trunke frei geblieben“. Im Rahmen der 1877 beschlossenen Erweiterung der Aufgaben der Asylarbeit in Lintorf um die konkrete Behandlung von Männern mit einer Alkoholabhängigkeit wurde 1879 das zweite Asyl „für Trunkfällige aus gebildeten Ständen“ (Haus Siloah) errichtet.
Im Jahr 1903 folgte die dritte Einrichtung, deren Angebot sich dann an alkoholabhängige Männer aus den mittleren Ständen wandte (Haus Bethesda). Die aufbauende Entwicklung der drei Einrichtungen für die Behandlung einer Alkoholabhängigkeit in der kleinen Landgemeinde bildete eine wichtige Grundlage für die Entwicklung und den Ausbau des breit gefächerten Hilfesystems zur Behandlung stoffgebundener Abhängigkeiten in Europa. Aus den empirischen Erfahrungen der Arbeit im historischen Asyl erwuchsen frühe Wurzeln zur Entwicklung einer geregelten stationären Behandlung, die einige Parallelen in frühen Amerikanischen Konzepten der Abstinenzbewegung des 19. Jhs. findet. Insbesondere in Großbritannien, Schweden, den Niederlanden und Frankreich baute die Abstinenzbewegung des 19. Jhs. weitgehend auf die Durchsetzung restriktiver gesetzliche Alkoholverbote. Somit steht das Lintorfer Asyl von 1851 in direktem Bezug zu den frühen Anfängen der Ausbildung einer stationären Suchthilfe in Europa.